# Bettrechies

Bettrechies este o comună în departamentul Nord, Franța. În 1 ianuarie 2022 avea o populație de 254 de locuitori.